# تفاح صلب
تفاح صلب (الاسم العلمي:Malus robusta) هو نوع من النباتات يتبع جنس التفاح من الفصيلة الوردية.